# Équipe d'Australie de baseball
Uniformes
L'équipe d'Australie de baseball représente l'Australie lors des compétitions internationales, comme le Classique mondiale de baseball, les Jeux olympiques ou la Coupe du monde de baseball notamment.

## Palmarès
Jeux olympiques
- 1992 : non qualifiée
- 1996 : 7e
- 2000 : 7e
- 2004 :  2e
- 2008 : non qualifiée

Classique mondiale de baseball
- 2006 : éliminée au 1er tour
- 2009 : éliminée au 1er tour
- 2013 : éliminée au 1er tour
- 2017 : éliminée au 1er tour
- 2023 : Quarts de finale

Coupe du monde de baseball
| - 1972 : non qualifiée - 1973 : non qualifiée - 1974 : non qualifiée - 1976 : non qualifiée - 1978 : 10e - 1980 : 10e |  | - 1982 : 10e - 1984 : non qualifiée - 1986 : non qualifiée - 1988 : non qualifiée - 1990 : non qualifiée - 1994 : 9e |  | - 1998 : 7e - 2001 : 10e - 2003 : non qualifiée - 2005 : 10e - 2007 : 5e - 2009 : 5e |

Coupe intercontinentale de baseball
| - 1973 : non qualifiée - 1975 : non qualifiée - 1977 : non qualifiée - 1979 : non qualifiée - 1981 : 8e - 1983 : non qualifiée |  | - 1985 : 8e - 1987 : non qualifiée - 1989 : non qualifiée - 1991 : non qualifiée - 1993 : 6e - 1995 : non qualifiée |  | - 1997 : 3e - 1999 : 1er - 2002 : non qualifiée - 2006 : 5e |

Championnat d'Asie de baseball
| - 1973 : 5e - 1971 : 4e - 1975 : 3e - 1983 : 4e |  | - 1991 : 5e - 1987 : 5e - 1991 : 4e - 1993 : 4e |